# Altmarkt 4–6 / Wilsdruffer Straße 15–21

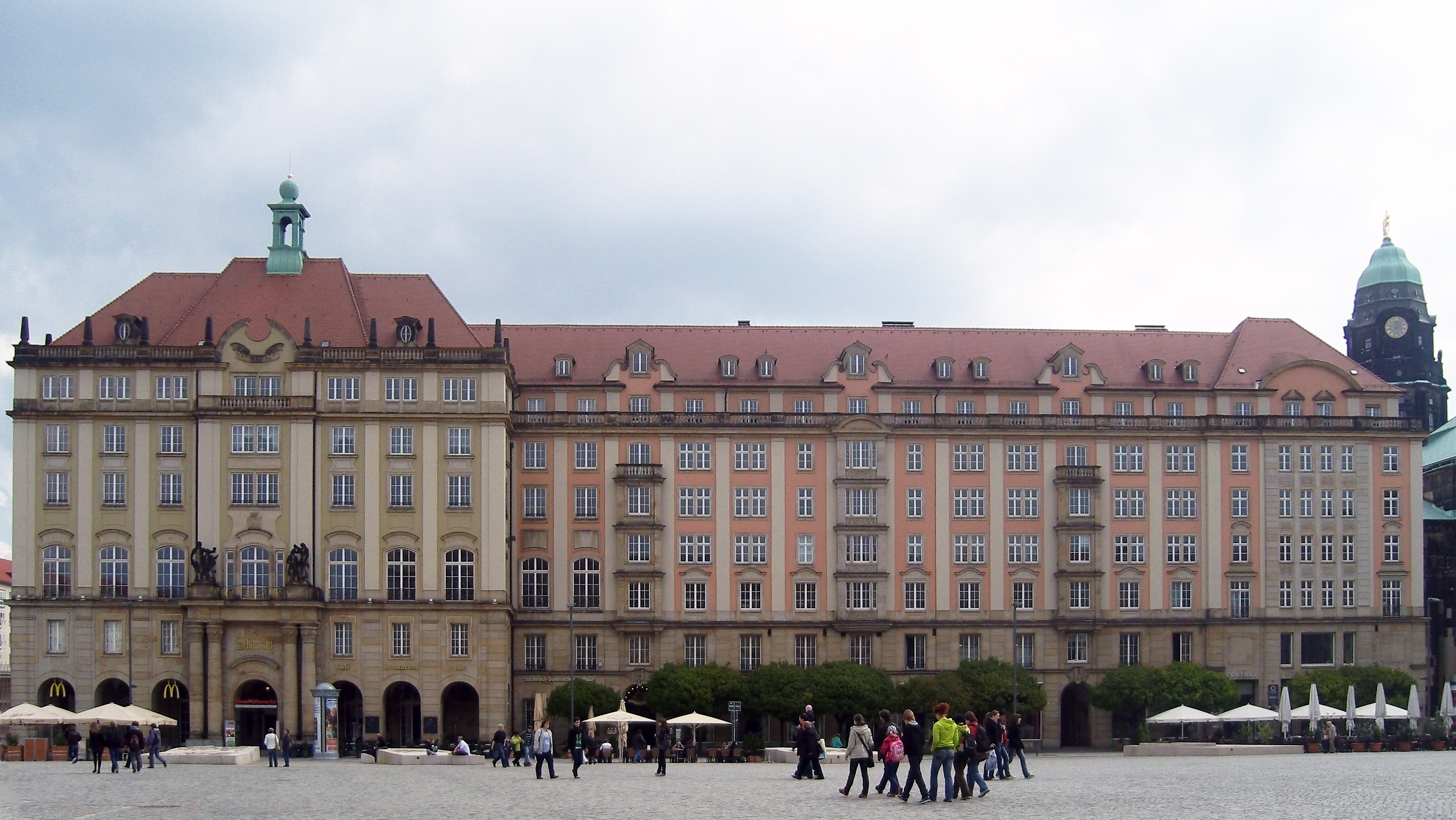
Altmarkt 4–6
rechts im Hintergrund der Rathausturm

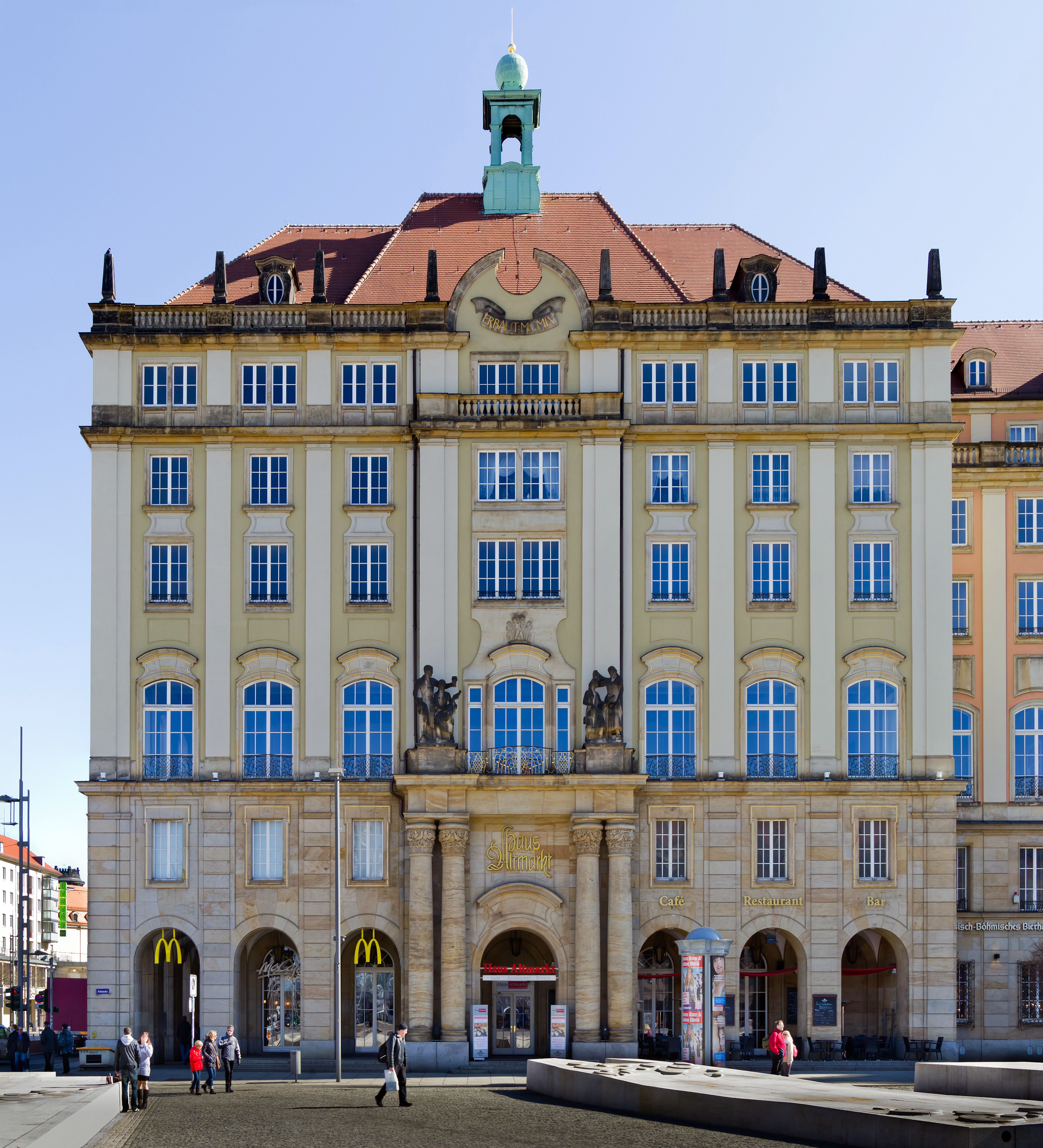
Altmarkt 4 (Westfassade des Hauses Altmarkt)

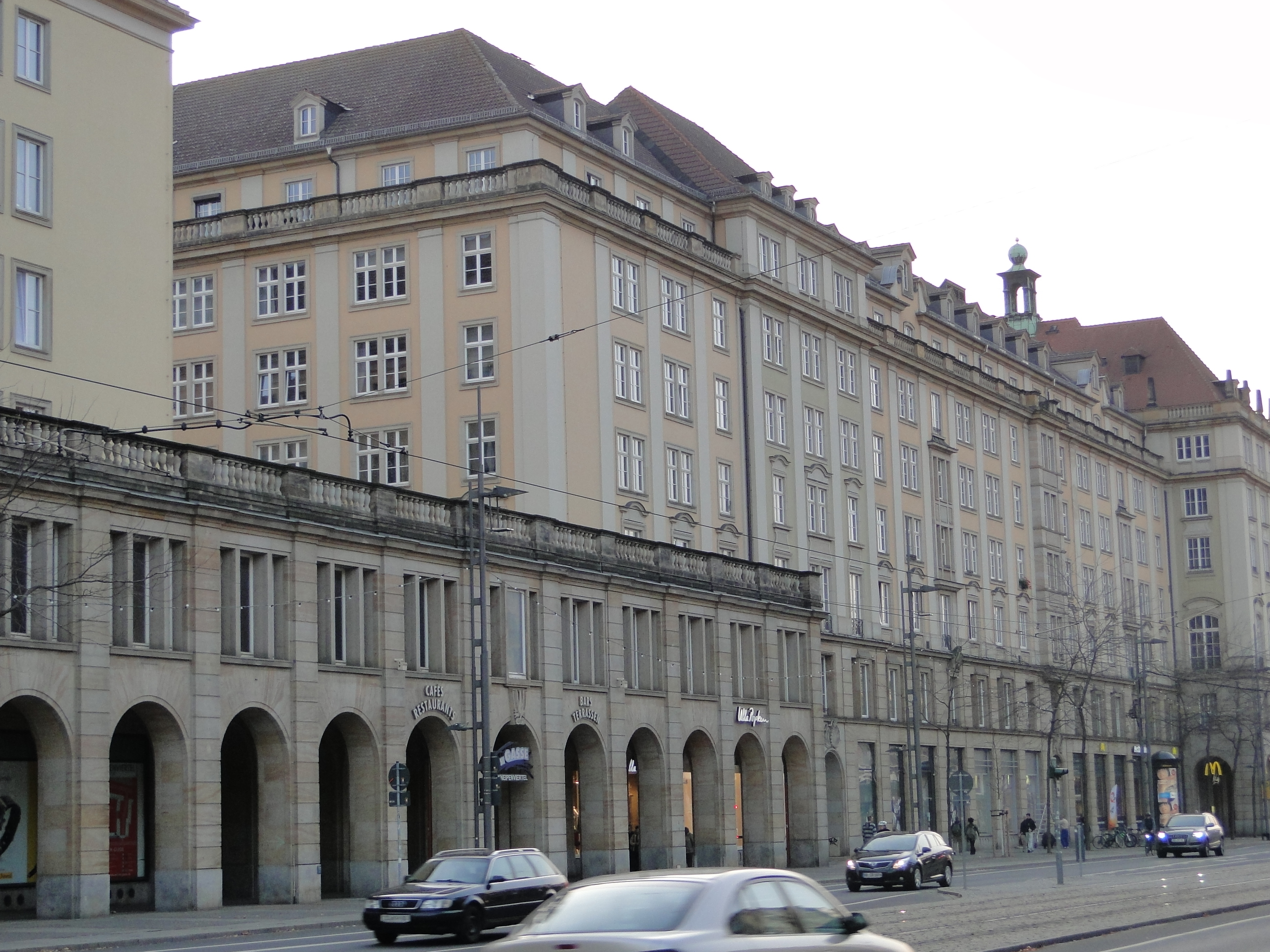
Wilsdruffer Straße 15–19

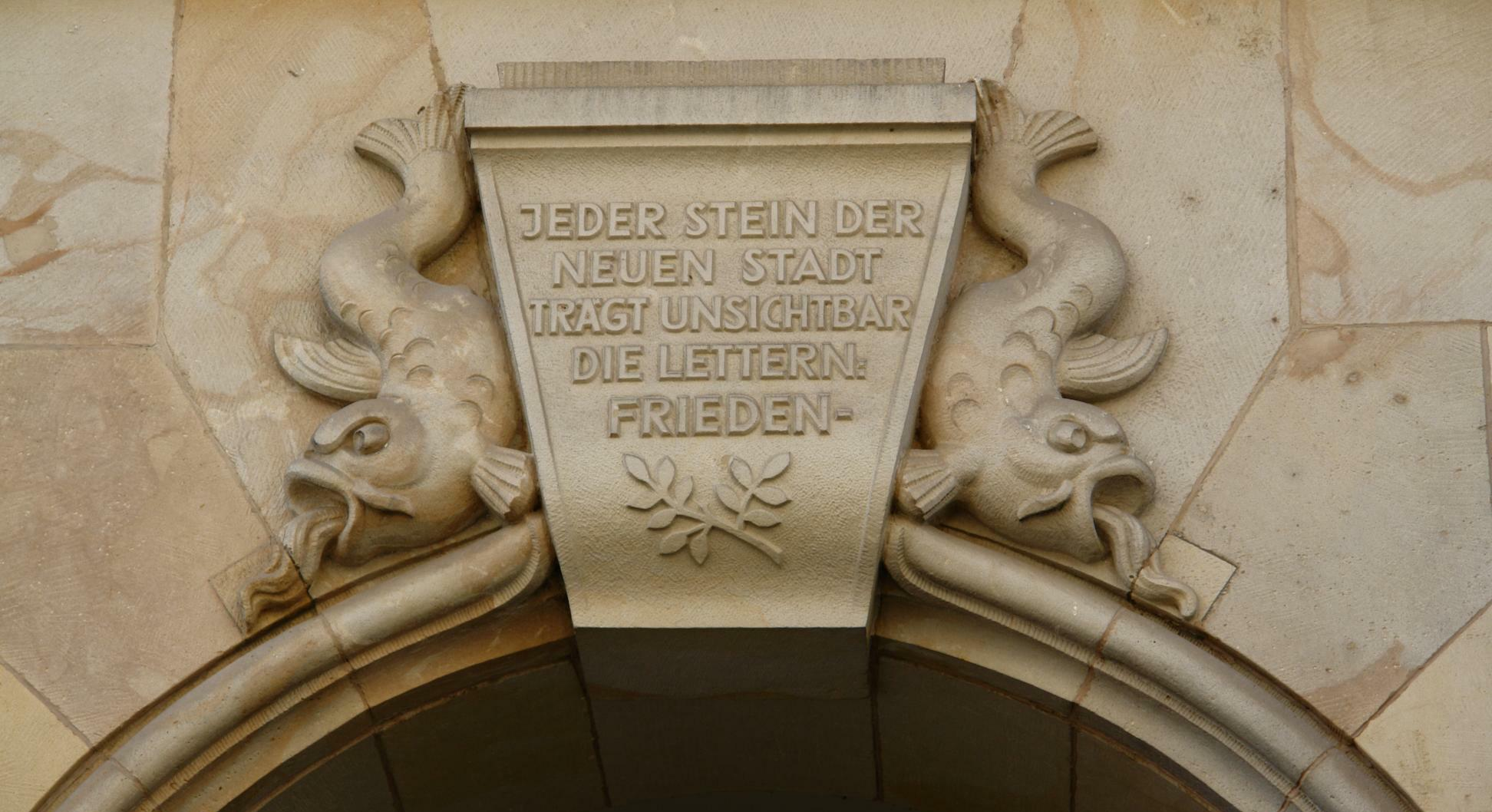
Der Schlussstein an der Ostfassade über dem Hauseingang Weiße Gasse 5/7 erinnert an die Überwindung des Krieges.

Altmarkt 4–6 / Wilsdruffer Straße 15–21 ist ein Gebäudekomplex am Altmarkt in Dresden, der unter anderem aus dem Haus Altmarkt besteht.

## Geschichte
Durch die Luftangriffe auf Dresden gegen Ende des Zweiten Weltkriegs wurden alle Gebäude am Altmarkt schwer beschädigt oder zerstört.
Am 26. September 1952 wurde ein Altmarkt-Wettbewerb ausgeschrieben. Vorgegeben wurde eine Altmarktvergrößerung auf 20.000 m². Am 20. November 1952 tagte das Preisgericht, wobei Herbert Schneider den Hauptpreis erlangte. Schneider erhielt den Auftrag, zusammen mit Johannes Rascher einen gemeinsamen überarbeiteten Entwurf abzugeben. Zum Altmarkt-Wettbewerb erhob das Landesamt für Denkmalpflege Einspruch und meinte, dass die Hauptgesimshöhe am Altmarkt, auch „Festsaal der Stadt Dresden“ genannt, ursprünglich 18 m betragen hatte und die Höhe von 21 m nicht überschreiten dürfe. In dem überarbeiteten Entwurf von Schneider und Rascher betrug die Firsthöhe 33 m; der Altmarktgrundriss wurde vergrößert. Die Grundsteinlegung für den Wiederaufbau des Altmarkts am 31. Mai 1953 nahm Walter Ulbricht vor. Nach Walter Ulbricht legten die Pläne der Architekten Schneider und Rascher Zeugnis davon ab, dass „es möglich ist, die historischen Baudenkmäler den Neubauten so maßstabgerecht einzugliedern, dass die Gesamtkomposition Dresden seinen alten Ruhm als Kunststadt sichern wird“.

## Beschreibung
Der Gebäudekomplex Altmarkt Nr. 4–6 und Wilsdruffer Straße 15–21 wurde von 1953 bis 1956 nach Entwürfen der Architekten Herbert Schneider, Kurt Röthig, Hans Konrad und Kollektiv errichtet. Die Innengestaltung nahmen Heinz Zimmermann und sein Kollektiv vor.
Der Komplex besteht aus einer 6- bzw. 7-geschossigen Bebauung. Diese stellt auf einer Länge von 99 Metern die östliche Platzfront des Altmarktes und auf einer Länge von 120 Metern einen Teil der südlichen Bebauung der Wilsdruffer Straße dar. Um zur Weißen Gasse zu gelangen, wurde an der Wilsdruffer Straße ein Arkadendurchgang geschaffen. Der Bau umfasst 120 Wohnungen und 1- bis 2-geschossige Läden. Im Sinn des damaligen Kulturprogramms wurde gemäß den 16 Grundsätzen des Städtebaus in einem das „Nationale Kulturerbe fortführenden Baustil“ gebaut. Resultat war der 1953 erfolgte Wiederaufbau des Altmarkts im Baustil des Sozialistischen Klassizismus, der historisierend den Dresdner Barock zitiert. Die „geflissentlich, mehr oder weniger geschickt Dresdner Barock zitierende Ostseite“ desselben werden von Jürgen Paul als die „städtebaulich und immerhin ästhetisch wirkungsvollste Bebauung der neuen Innenstadt“ bezeichnet.